# مابل (ويسكونسن)
مابل (بالإنجليزية: Maple, Wisconsin)‏ هي بلدة تقع بولاية ويسكونسن في الولايات المتحدة. تبلغ مساحتها 83.1 (كم²)، وترتفع عن سطح البحر 321 م، بلغ عدد سكانها 649 نسمة في عام 2000 حسب إحصاء مكتب تعداد الولايات المتحدة وتصل الكثافة السكانية فيها 7.8 نسمة/كم2.

## وصلات خارجية
- Town of Maple, Douglas County, Wisconsin
- The US50 - Cities and Towns in Wisconsin State
- Wisconsin Cities and Towns, Facts, Map, Flag, Colleges, Government, and More